# Thyone (geslacht)
Thyone is een geslacht van zeekomkommers uit de familie Phyllophoridae.
De wetenschappelijke naam van het geslacht werd in 1815 voor het eerst gepubliceerd door Lorenz Oken in deel 3 van zijn Lehrbuch der Naturgeschichte. De International Commission on Zoological Nomenclature heeft dit werk in 1956 echter verworpen als bron van wetenschappelijke namen. De vermelding van Thyone in het proefschrift van Wilhelm Friedrich Jaeger uit 1833 zou dan de eerste geldige publicatie van de naam zijn.
A. Philippi gaf in 1840 de naam Thyone nog aan een nieuw geslacht van eenoogkreeftjes. Dit geslacht kreeg later de geldige naam Porcellidium.

## Kenmerken
De zeekomkommers uit dit geslacht hebben tien tentakels en buisvoetjes die over geheel het lichaam verspreid zijn.

## Verspreiding en leefgebied
Het zijn gravende soorten; ze komen vooral voor in zandige en modderige habitats, van in de neritische zone tot op een diepte van meer dan 200 meter.

## Soorten
- Thyone adinopoda Pawson & Miller, 1981
- Thyone andrewsii (Farran, 1860)
- Thyone anomala Östergren, 1898
- Thyone aurea (Quoy & Gaimard, 1834)
- Thyone avenusta Cherbonnier, 1970
- Thyone axiologa H.L. Clark, 1938
- Thyone bacescoi Cherbonnier, 1972
- Thyone benti Deichmann, 1937
- Thyone bicornis Ohshima, 1915
- Thyone bidentata Deichmann, 1941
- Thyone carens Cherbonnier, 1988
- Thyone cherbonnieri Reys, 1959
- Thyone comata Cherbonnier, 1988
- Thyone crassidisca Pawson & Miller, 1981
- Thyone crebrapodia Cherbonnier, 1988
- Thyone curvata Lampert, 1885
- Thyone deichmannae Madsen, 1941
- Thyone discolor Sluiter, 1901
- Thyone dura Koehler & Vaney, 1908
- Thyone flindersi O'Loughlin, 2012
- Thyone fusca Pearson, 1903
- Thyone fusus (O.F. Müller, 1776)
- Thyone gadeana R. Perrier, 1898
- Thyone grisea H.L. Clark, 1938
- Thyone guillei Cherbonnier, 1988
- Thyone herberti Thandar & Rajpal, 1999
- Thyone hirta Cherbonnier, 1970
- Thyone imperfecta (Cherbonnier, 1970)
- Thyone inermis Heller, 1868
- Thyone infusca Cherbonnier, 1954
- Thyone joshuai O'Loughlin, 2012
- Thyone kerkosa O'Loughlin, 2012
- Thyone longicornis Cherbonnier, 1988
- Thyone micra H.L. Clark, 1938
- Thyone montoucheti Tommasi, 1971
- Thyone neofusus Deichmann, 1941
- Thyone nigra Joshua & Creed, 1915
- Thyone okeni Bell, 1884
- Thyone papuensis Théel, 1886
- Thyone parafusus Deichmann, 1941
- Thyone pawsoni Tommasi, 1972
- Thyone pedata Semper, 1867
- Thyone pohaiensis Liao, 1986
- Thyone polybranchia Östergren, 1898
- Thyone profusus Cherbonnier & Féral, 1981
- Thyone propinqua Cherbonnier, 1970
- Thyone pseudofusus Deichmann, 1930
- Thyone purpureopunctata Liao & Pawson, 2001
- Thyone quadruperforata Cherbonnier, 1954
- Thyone roscovita Hérouard, 1889
- Thyone sinensis Liao & Pawson, 2001
- Thyone sineturra Cherbonnier, 1988
- Thyone spenceri O'Loughlin, 2012
- Thyone spinifera Liao, 1995
- Thyone strangeri Deichmann, 1941
- Thyone susamiensis Yamana, Hirai & Hirashima, 2015
- Thyone tanyspiera Pawson & Miller, 1988
- Thyone theeli Rowe, 1995
- Thyone tourvillei O'Loughlin, 2012
- Thyone vadosa Cherbonnier, 1988
- Thyone venusta Selenka, 1868
- Thyone venustella Ludwig & Heding, 1935
- Thyone villosa Semper, 1867
- Thyone vitrea Sluiter, 1901